# Problème de Molyneux
Pour les articles homonymes, voir Molyneux.

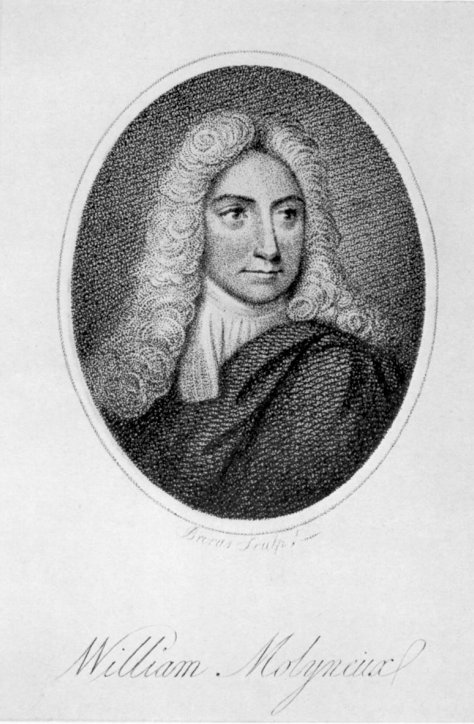
William Molyneux, créateur éponyme du problème.

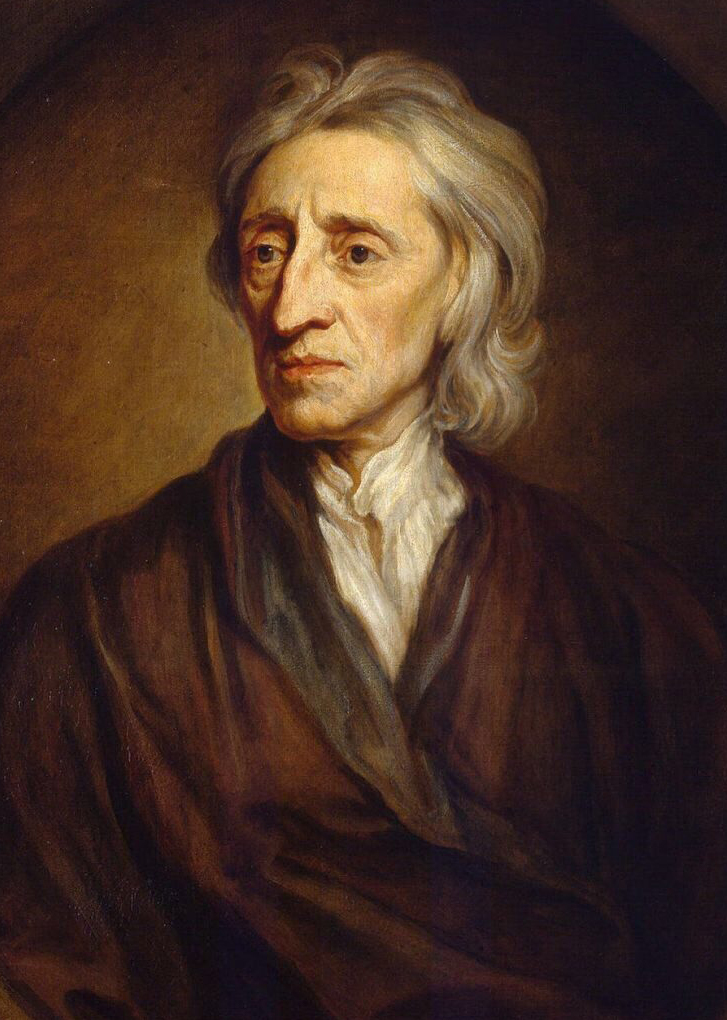
John Locke, philosophe anglais à qui William Molyneux adressa son problème dans une lettre en 1688.

Le problème de Molyneux est une expérience de pensée relevant de la philosophie empirique que formula le savant et homme politique irlandais William Molyneux en réponse à un extrait de l'Essai sur l'entendement humain de John Locke paru en français au début de l'année 1688. Exposé dans une lettre envoyée au philosophe anglais le 7 juillet, ce problème pose la question de la capacité d'un aveugle de naissance qui aurait soudainement retrouvé la vue à distinguer rien qu'en les regardant deux objets qu'il identifiait autrefois avec le toucher seulement du fait de leurs formes différentes, cubique pour l'un et sphérique pour l'autre.
Bien que les deux correspondants aient conclu que l'ex-aveugle ne pourrait pas distinguer le cube et la sphère qu'il avait préalablement palpés alors qu'il était aveugle, le problème suscita un important débat qui mobilisa George Berkeley, Gottfried Wilhelm Leibniz, Voltaire, Denis Diderot ainsi que d'autres grands penseurs européens de l'époque et qui ne cessa pas à la suite de la première expérimentation effective conduite par le chirurgien et anatomiste William Cheselden sur une personne opérée de la cataracte en 1728.  La question fait toujours l'objet d'investigations aujourd'hui, ne serait-ce que par l'histoire de la philosophie, le problème de Molyneux étant celui qui a suscité le plus de réflexions chez les philosophes de la perception.